# Krtovce
Krtovce és un poble i municipi d'Eslovàquia que es troba a la regió de Nitra, al sud-oest del país. L'any 2011 tenia 303 habitants.
La primera menció escrita de la vila es remunta al 1237.

## Demografia
| Godina             | 1994 | 2004   | 2014   | 2024   |
| ------------------ | ---- | ------ | ------ | ------ |
| Nombre de persones | 296  | 320    | 316    | 288    |
| Diferència         |      | +8,10% | −1,25% | −8,86% |

| Godina             | 2023 | 2024   |
| ------------------ | ---- | ------ |
| Nombre de persones | 287  | 288    |
| Diferència         |      | +0,34% |